# Mongodio
Mongodio (Mungùdi in dialetto brianzolo) è una località del comune di Nibionno.

## Geografia fisica
La località è situata a circa 300 metri sul livello del mare, su una collina. È facilmente raggiungibile da tutte le frazioni di Nibionno anche se solo una strada porta alla località.

## Economia
Le attività prevalenti sono quasi totalmente legate all'agricoltura e alla coltivazione dei campi.

## Società

### Evoluzione demografica
Nel 2007 Mongodio contava circa 120 abitanti. La popolazione si mantiene piuttosto stabile anche se negli ultimi anni ha avuto una piccola espansione demografica con la costruzione di nuove case.